# Nicolae Filimon
Nicolae Filimon (1819. szeptember 6. – 1865. március 19.) román regényíró, elbeszélő, szerzője az első realista regénynek a román irodalomban (Régi és új urak; Ciocoii vechi şi noi), amelynek középpontjában az önállóságot kereső Dinu Păturică áll (aki összehasonlítható Stendhal Vörös és fekete c. regényének Julien Sorel alakjával). Híres útirajz író, folklorista, zenész, az első román zenekritikus.

## Életrajz
Bukarestben született egy keleti ortodox pap fiaként, ahol kántor is volt. Ion Ghica Levelek c. írása szerint, 1830-tól – az apja halálát követően – rövid ideig egy színházi kórusban énekelt és fuvolán játszott.
1852-ben őt választották az Enei templom intézőjének, mely tisztséget haláláig viselte. Ugyanebben az évben lett a vallásügyi hivatal vezetője, Barbu Dimitrie Ştirbei havasalföldi fejedelem kancelláriáján.
1857 végén Filimon a Naţionalul újságban debütált néhány művével. A következő évben utazott a Német Szövetség déli részére, és az itt szerzett tapasztalataiból írta és jelentette meg a saját költségén az Excursiuni Germania meridională (Dél-Németországi utazások) c. útleírását, mely nagy sikert hozott számára. A romantikus novellák sorában a Mănăstirea domenicanilor după colina Fiesole (későbbi nevén Mateo Cipriani), és az O baroneasă de poronceală (1859) c. alkotások következtek. A későbbiekben újságíróként és kritikusként együtt dolgozott Cezar Bolliac és Ion Ionescu de la Brad neves román értelmiségiekkel.
Ebben az időszakban jelent meg a Nenorocirile unui slujnicar sau gentilomii de mahala (Egy szolga szerencsétlensége, avagy egy külvárosi úriember, 1861), egy meglehetősen tipikus ábrázolása a szolgák életének, valamint gyűjtötte a meséket is: Omul de cu flori barba de mătasă sau povestea lui Făt-Frumos (A virágember és a selymes szakáll, vagy a Szőke herceg) vagy pedig az Omul de piatră (A kőember).
1862-ben írta a Ciocoii vechi şi noi c. regényt Ioan Gheorghe Caragea fanariótáról, mely 1863-ban megjelent. Ez rögtön nagy siker lett, de Filimon nem élvezhette sokáig ennek sikerét, s bár továbbra is írt különböző folyóiratoknak, nem sokkal ezután tuberkulózisban meghalt.

## Magyarul
- Régi és új urak. Regény; ford. Balla Ernő, bev. Fodor Sándor; Szépirodalmi, Bp., 1954 (Haladó hagyományaink)
- Külvárosi gavallérok. Novellák; ford., bev. B. Delnei József; Ifjúsági, Bukarest, 1962 (Tanulók könyvtára)
- Táltos Román; ford. B. Delnei József; Ifjúsági, Bukarest, 1962

## Fordítás
- Ez a szócikk részben vagy egészben  a   Nicolae Filimon című angol Wikipédia-szócikk fordításán alapul.  Az eredeti cikk szerkesztőit annak laptörténete sorolja fel. Ez a jelzés csupán a megfogalmazás eredetét és a szerzői jogokat jelzi, nem szolgál a cikkben szereplő információk forrásmegjelöléseként.